# 名偵探夢水清志郎事件簿
《名偵探夢水清志郎事件簿》（日语：名探偵夢水清志郎事件ノート）是勇嶺薰的推理小說系列，1994年至2009年在講談社青鳥文庫出版。1999年7月到10月在NHK教育頻道的戲劇愛之詩節目《雙胞胎偵探》電視劇化，主演是三倉茉奈、三倉佳奈。講談社的安瑠安崎、箸井地圖漫畫化，台灣長鴻出版社出版，香港天下出版社出版。

## 概要
作品的特徵是大致上不會在故事中發生殺人事件。

## 故事簡介
岩崎亞衣家隔壁被認為是鬼屋的洋房搬來了一名新鄰居，亞衣為了查明是什麼樣的人搬來，並且順便看一下洋房的裡面，和新的鄰居名（迷？）偵探夢水清志郎（教授）相遇了。

## 登場角色

### 本篇
夢水清志郎
本系列作主角。單身。自稱名偵探，實際上解決了無數的案件，不過缺乏一般的常識而且記憶力很差，連自己的年齡、生日、自己解決的事件都不記得，曾因為看書而好幾天忘了吃飯，為此，岩崎姐妹稱他為「社會生活不適應者」。食量相當大，很有自信，有著蟑螂般的生命力。住在岩崎家隔壁的洋房，岩崎三姐妹因為他是原M大學邏輯學教授而稱他為「教授」。總是戴著黑色的眼鏡，衣服都是一身黑的西裝。非常喜歡吃京風石狩鍋。
過去曾經解決過「神隱島事件」、「午前零時的灰姑娘事件」、「湖畔莊事件」、「密室射殺事件」等案件，不過他自己完全不記得。
岩崎亞衣
本系列作主要解說員、女主角。岩崎家三胞胎姐妹的長女。對愛情方面相當遲鈍。視力兩眼都是2.0。自稱「教授的飼養員」。
喜歡推理小說。學校文藝部的社員，自己也會寫小說。中學三年級時擔任文藝部部長。
因為看了許多推理小說，所以推理能力不錯。本系列作推理的除了夢水清志郎外，就只有亞衣和中井麗一。
黑髮，周圍的人認為她很可愛（真衣、美衣亦同），中井麗一和浦田萬太郎對她有好感。從中井麗一那裡接受用50元日圓做的項鍊。
漫畫的髮色是偏橙色的茶色。比原作更加遲鈍。
岩崎真衣
三胞胎姐妹的次女。近視但沒有戴眼鏡。自稱「教授的保護者」。
非常喜歡運動，參加學校的田徑隊，比真衣、亞衣更加有體力。
漫畫的髮色是偏橙色的茶色。
岩崎美衣
三胞胎姐妹的么女。喜歡時髦。最容易受到教授影響天兵的性格。參加學校的占星同好會。左撇子。運動神經很差。自稱「教授的管教者」。
會看英文、法文報紙，因此英文和法文的聽力不錯。
漫畫的髮色是偏橙色的茶色，有點蓬鬆。看的不是報紙而是流行雜誌。
中井麗一
通稱「一一」。自稱「夢水偵探事務所的第一助手」。留長髮、違反校規，亞衣稱之為「野蠻人」。身高較矮且留著長髮，常被誤認為女生。與亞衣一樣是文藝部，但從來不寫作品（自己說「我的存在本身就是詩」）。中學三年級時擔任文藝部副部長。人物介紹中是寫亞衣的男朋友，但在本文中亞衣沒有肯定（但也沒有否定）。
漫畫改成金色短髮，比亞衣還高一點。人物介紹只寫「亞衣的同學」。
岩崎羽衣
三胞胎姐妹的母親。常招待教授吃飯。是天不怕地不怕的教授唯一不敢違抗的人。
岩崎一太郎
岩崎家一家之主。因為工作忙碌而不常回家。
上越警部
與夢水和三胞胎相當親近，有人情味且微胖的中年警部（漫畫的年齡約30歲）。剛開始遇見夢水時很討厭他，不過後來對他另眼相看。
岩清水刑事
上越警部的部下。經常穿著亞曼尼的西裝，戴勞力士。對工作很熱情。
伊藤真理
女性雜誌《SE·SHIMA》的編輯。駕駛技術很好但絕對不是安全駕駛。

### 大江戶篇
夢水清志郎左右衛門
大江戶篇登場，自稱名偵探。戴著黑色的眼鏡、穿著黑色的和服。性格、容貌與夢水清志郎一樣，被認為是他的祖先。被稱呼為「教授」。
中村巧之介
超古流劍術「天真流」的使用者。三胞胎（亞衣、真衣、美衣）的房客之一。喜歡蕎麥麵。
可能是超自然現象研究會初代會長中村巧的祖先。
繪者
三胞胎的房客之一。與眾不同的畫家。畫畫非常棒，不過畫中不會出現人。
伊都
與巧之介在同一個雜技團的雜技師。因為大入道（日本各地傳言的妖怪）事件與教授認識。用假名「怪盜九印」發出預告書偷一些對別人而言不必要的東西，不過被夢水清志郎左右衛門識破。
寶
巧之介和伊都的雜耍團團主。

## 作品一覽

### 本篇
- （消失的五個人）
  - 1994年2月出版（ISBN 978-4-06-147392-8）
  - 漫畫vol.1：2004年12月15日出版（ISBN 978-4-06-334953-5）、台灣2005年11月8日出版
- （夜半幽靈）
  - 1994年12月出版（ISBN 978-4-06-148405-4）
  - 漫畫vol.3(作画:安瑠安崎)：2005年11月4日出版（ISBN 978-4-06-372093-8）、台灣2006年4月21日出版
  - 漫画(作画:箸井地图): 2010年9月15日 - ，在日本讲谈社的子公司・星海社开设的网站《最前线》上连载
- （消失的總生島）
  - 1995年9月出版（ISBN 978-4-06-148423-8）
  - 漫畫vol.4：2006年4月28日出版（ISBN 978-4-06-372148-5）、台灣2006年9月16日出版
- （魔女祕境）
  - 1996年10月出版（ISBN 978-4-06-148446-7）
  - 漫畫vol.2：2005年4月出版（ISBN 978-4-06-372006-8）、台灣2005年12月1日出版
- （跳舞的夜光怪人）
  - 1997年7月出版（ISBN 978-4-06-148466-5）
  - 漫畫vol.5：2006年10月6日出版（ISBN 978-4-06-372208-6）、台灣2007年4月11日出版
- （機關別墅的數字歌）
  - 1998年6月出版（ISBN 978-4-06-148482-5）
  - 漫畫vol.7：2007年12月28日出版（ISBN 978-4-06-375421-6）、台灣2009年1月9日出版
- - 2001年8月出版（ISBN 978-4-06-148567-9）
- - 2002年8月出版（ISBN 978-4-06-148597-6）
- - 2003年7月出版（ISBN 978-4-06-148621-8）
- - 2004年12月16日出版（ISBN 978-4-06-148671-3）

### 外傳
- （玻璃壺之謎）
  - 1999年7月出版（ISBN 978-4-06-148514-3）
  - 漫畫vol.6：2007年9月20日出版（ISBN 978-4-06-372342-7）、台灣2008年6月6日出版
- （德利長屋之不可思議）
  - 1999年11月出版（ISBN 978-4-06-148520-4）
  - 漫畫vol.8：2008年10月6日出版（ISBN 978-4-06-375571-8）、台灣2009年3月21日出版
- - 2006年9月22日出版（ISBN 978-4-06-148738-3）
- - 2005年7月30日出版（ISBN 978-4-06-148693-5）

## 外部連結
- （日語）
- （日語）
- （日語）
- （日語）青鳥文庫
- （日語）講談社文庫
- （日語）http://www2s.biglobe.ne.jp/~mit-o/hutago.htm（页面存档备份，存于）
- （日語）
- （日語）星海社 最前线 漫画版《名偵探夢水清志郎事件簿 夜半幽靈》(箸井地图) （页面存档备份，存于）

| 第32回 平成20年度       |
| 《守護甜心!》 PEACH-PIT |

| 第33回 平成21年度                           |
| 《名偵探夢水清志郎事件簿》 勇嶺薰、安瑠安崎 |

| 第34回 平成22年度 |
| -                 |